# XINS
XINS is een relatief nieuwe aanpak voor webservices. Het staat voor "XML Interface for Network Services" en concurreert met andere RPC technologieën, waaronder SOAP. Alle specificaties zijn XML-gebaseerd. Vanuit de specificaties genereert XINS code voor server en client en HTML-gebaseerde testformulieren en documentatie.
Een introductie-handleiding, de zogenaamde "XINS Primer", is beschikbaar. De lezer wordt hierin bij de hand genomen met een aantal eenvoudig uit te voeren stappen, met screenshots.
XINS is in feite een combinatie van:
- Een RPC protocol.
- Een API specificatie standaard.
- Een ontwikkelframework.

Sinds versie 1.3 biedt XINS ondersteuning voor zowel SOAP als XML-RPC.
XINS is opensource en wordt gedistribueerd onder de liberale BSD-licentie.